# Coupe de France de futsal 2013-2014
Navigation
2012-2013 2014-2015
La Coupe de France de futsal 2013-2014 est la vingtième édition de la compétition et se déroule en France entre septembre 2013 et la finale jouée le 17 mai 2014.
De septembre 2013 à janvier 2014, chaque ligue régionale de football organise ses qualifications pour déterminer un certain nombre de représentants. Les équipes de Division 2 intègre la compétition lors de ces finales régionales. Celles-ci permettent de désigner les 51 équipes pouvant prendre part au 32e de finale en compagnie des équipes de D1 2013-2014.
La compétition est remportée par le Kremlin-Bicêtre United, qui bat en finale le Cannes Bocca. Le Sporting Paris, quadruple tenant du titre, est éliminé au stade des huitièmes de finale. Sur le plan sportif, le tournoi confirme la domination des équipes d'Île-de-France avec une douzième présence en finale sur les treize dernières éditions et un quintuple titre consécutif.

## Organisation

### Calendrier
| Tour                              | Date                   | Participants       | Qualifiés          |
| Phase éliminatoire                | Phase éliminatoire     | Phase éliminatoire | Phase éliminatoire |
| --------------------------------- | ---------------------- | ------------------ | ------------------ |
| Tours locaux                      | dates régionales       | -                  | -                  |
| Entrée des 20 clubs de Division 2 |                        |                    |                    |
| Finales régionales                | samedi 18 janvier 2014 | ?                  | 51                 |
| Entrée des 13 clubs de Division 1 |                        |                    |                    |
| 32e de finale                     | samedi 8 février       | 64                 | 32                 |
| Phase finale                      |                        |                    |                    |
| 16e de finale                     | samedi 1er mars        | 32                 | 16                 |
| 8e de finale                      | samedi 22 mars         | 16                 | 8                  |
| Quarts de finale                  | samedi 12 avril        | 8                  | 4                  |
| Demi-finales                      | samedi 3 mai           | 4                  | 2                  |
| Finale                            | samedi 17 mai          | 2                  | -                  |

### Participants
| Ligues régionales        | Corse          | Languedoc-Roussillon                                           | Méditerranée                                                                              | Midi-Pyrénées                   |
| ------------------------ | -------------- | -------------------------------------------------------------- | ----------------------------------------------------------------------------------------- | ------------------------------- |
| Départemental / régional | Furiani USJ    | Beaucaire Futsal                                               | - Calcetto Squadra - Grand Avignon - Toulon AS - Futsal dignois                           | Toulouse JSC                    |
| Division 2               |                | Montpellier PB                                                 |                                                                                           | - UJS Toulouse 31 - Toulouse FC |
| Division 1               |                |                                                                |                                                                                           |                                 |
| Ligues régionales        | Picardie       | Rhône-Alpes                                                    | Paris Île-de-France                                                                       | Nord-Pas-de-Calais              |
| Départemental / régional | Compiègne ASFC | - Vaulx Velin - FC Chavanoz - Irigny Venières - Vénissieux ASC | - Red Star FC - Garches Caméléon - Garges Métropole - Villepinte Artistes - Aulnay futsal | - Valenciennes FLF - Lille FFB  |
| Division 2               |                | Lyon Moulin à Vent                                             |                                                                                           | - Douai Gayant - Roubaix Futsal |
| Division 1               |                |                                                                |                                                                                           |                                 |

## Légende
- D1 : club de Division 1
- D2 : club de Division 2
- R : club de championnat régional
- D : club de championnat départemental

## Résultats

### Trente-deuxièmes de finale
Lors des 32e de finale, marqués par l'entrée en lice des clubs de Division 1, Roubaix AFS, vainqueur en 2009, quitte la compétition après s'être incliné 7-5 à Béthune. Le club de la Chataigneraie (niveau Ligue régionale) poursuit sa route après avoir écarté Erdre (D1) devant son public (6-6, 4 tab 2), de même que trois clubs de niveau District : Merdrignac, Saran et Hombourg.
| Domicile                 | Score             | Extérieur                |
| ------------------------ | ----------------- | ------------------------ |
| Kremlin-Bicêtre Utd (D1) | 4 - 3             | AS Bagneux Futsal (D1)   |
| Knutange                 | 4 - 5             | Paris Métropole (D1)     |
| Strasbourg Stockfeld     | 1 - 6             | Aulnay futsal            |
| L'Ouverture              | 1 - 3             | Nantes C West            |
| Strasbourg Sporting (D2) | 6 - 4             | Longwy Boys              |
| Exincourt                | 2 - 7             | Lyon Moulin à Vent (D2)  |
| Irigny Vegnières         | 6 - 7             | Cannes Bocca (D1)        |
| Chataigneraie (R)        | 6 - 6 (tab 4 - 2) | FC Erdre-Atlantique (D1) |

### Phase finale

#### Tableau
|  | Seizièmes de finale  | Seizièmes de finale  |                  |     | Huitièmes de finale | Huitièmes de finale |  |  | Quarts de finale     | Quarts de finale     |  |  | Demi-finales      | Demi-finales      |  |  | Finale                     | Finale                     |
|  | Seizièmes de finale  | Seizièmes de finale  |                  |     | Huitièmes de finale | Huitièmes de finale |  |  | Quarts de finale     | Quarts de finale     |  |  | Demi-finales      | Demi-finales      |  |  | Finale                     | Finale                     |
|  |                      |                      |                  |     |                     |                     |  |  |                      |                      |  |  |                   |                   |  |  |                            |                            |
|  | samedi 1er mars 2014 | samedi 1er mars 2014 |                  |     | samedi 22 mars 2014 | samedi 22 mars 2014 |  |  | samedi 12 avril 2014 | samedi 12 avril 2014 |  |  | samedi 3 mai 2014 | samedi 3 mai 2014 |  |  | samedi 17 mai 2014 à Rouen | samedi 17 mai 2014 à Rouen |
|  | samedi 1er mars 2014 | samedi 1er mars 2014 |                  |     | samedi 22 mars 2014 | samedi 22 mars 2014 |  |  | samedi 12 avril 2014 | samedi 12 avril 2014 |  |  | samedi 3 mai 2014 | samedi 3 mai 2014 |  |  | samedi 17 mai 2014 à Rouen | samedi 17 mai 2014 à Rouen |
|  | Vénissieux ASC       | 2                    |                  |     | samedi 22 mars 2014 | samedi 22 mars 2014 |  |  | samedi 12 avril 2014 | samedi 12 avril 2014 |  |  | samedi 3 mai 2014 | samedi 3 mai 2014 |  |  | samedi 17 mai 2014 à Rouen | samedi 17 mai 2014 à Rouen |
|  | Vénissieux ASC       | 2                    |                  |     | samedi 22 mars 2014 | samedi 22 mars 2014 |  |  | samedi 12 avril 2014 | samedi 12 avril 2014 |  |  | samedi 3 mai 2014 | samedi 3 mai 2014 |  |  | samedi 17 mai 2014 à Rouen | samedi 17 mai 2014 à Rouen |
|  | Cannes Bocca         | 3                    |                  |     | samedi 22 mars 2014 | samedi 22 mars 2014 |  |  | samedi 12 avril 2014 | samedi 12 avril 2014 |  |  | samedi 3 mai 2014 | samedi 3 mai 2014 |  |  | samedi 17 mai 2014 à Rouen | samedi 17 mai 2014 à Rouen |
|  | Cannes Bocca         | 3                    | Cannes Bocca     |     |                     |                     |  |  | samedi 12 avril 2014 | samedi 12 avril 2014 |  |  | samedi 3 mai 2014 | samedi 3 mai 2014 |  |  | samedi 17 mai 2014 à Rouen | samedi 17 mai 2014 à Rouen |
|  |                      |                      |                  |     |                     |                     |  |  | samedi 12 avril 2014 | samedi 12 avril 2014 |  |  | samedi 3 mai 2014 | samedi 3 mai 2014 |  |  | samedi 17 mai 2014 à Rouen | samedi 17 mai 2014 à Rouen |
|  |                      | Toulouse UJS 31      |                  |     |                     |                     |  |  | samedi 12 avril 2014 | samedi 12 avril 2014 |  |  | samedi 3 mai 2014 | samedi 3 mai 2014 |  |  | samedi 17 mai 2014 à Rouen | samedi 17 mai 2014 à Rouen |
|  | Vaulx-en-Velin       |                      |                  |     |                     |                     |  |  | samedi 12 avril 2014 | samedi 12 avril 2014 |  |  | samedi 3 mai 2014 | samedi 3 mai 2014 |  |  | samedi 17 mai 2014 à Rouen | samedi 17 mai 2014 à Rouen |
|  |                      |                      |                  |     |                     |                     |  |  | samedi 12 avril 2014 | samedi 12 avril 2014 |  |  | samedi 3 mai 2014 | samedi 3 mai 2014 |  |  | samedi 17 mai 2014 à Rouen | samedi 17 mai 2014 à Rouen |
|  | Toulouse UJS 31      |                      |                  |     |                     |                     |  |  | samedi 12 avril 2014 | samedi 12 avril 2014 |  |  | samedi 3 mai 2014 | samedi 3 mai 2014 |  |  | samedi 17 mai 2014 à Rouen | samedi 17 mai 2014 à Rouen |
|  | Cannes Bocca         |                      |                  |     |                     |                     |  |  |                      |                      |  |  | samedi 3 mai 2014 | samedi 3 mai 2014 |  |  | samedi 17 mai 2014 à Rouen | samedi 17 mai 2014 à Rouen |
|  |                      |                      |                  |     |                     |                     |  |  |                      |                      |  |  | samedi 3 mai 2014 | samedi 3 mai 2014 |  |  | samedi 17 mai 2014 à Rouen | samedi 17 mai 2014 à Rouen |
|  |                      | Béthune Futsal       |                  |     |                     |                     |  |  |                      |                      |  |  | samedi 3 mai 2014 | samedi 3 mai 2014 |  |  | samedi 17 mai 2014 à Rouen | samedi 17 mai 2014 à Rouen |
|  | Garches Caméléon     |                      |                  |     |                     |                     |  |  |                      |                      |  |  | samedi 3 mai 2014 | samedi 3 mai 2014 |  |  | samedi 17 mai 2014 à Rouen | samedi 17 mai 2014 à Rouen |
|  |                      |                      |                  |     |                     |                     |  |  |                      |                      |  |  | samedi 3 mai 2014 | samedi 3 mai 2014 |  |  | samedi 17 mai 2014 à Rouen | samedi 17 mai 2014 à Rouen |
|  | Béthune Futsal       |                      |                  |     |                     |                     |  |  |                      |                      |  |  | samedi 3 mai 2014 | samedi 3 mai 2014 |  |  | samedi 17 mai 2014 à Rouen | samedi 17 mai 2014 à Rouen |
|  | Béthune Futsal       | 5                    |                  |     |                     |                     |  |  |                      |                      |  |  | samedi 3 mai 2014 | samedi 3 mai 2014 |  |  | samedi 17 mai 2014 à Rouen | samedi 17 mai 2014 à Rouen |
|  | Béthune Futsal       | 5                    |                  |     |                     |                     |  |  |                      |                      |  |  | samedi 3 mai 2014 | samedi 3 mai 2014 |  |  | samedi 17 mai 2014 à Rouen | samedi 17 mai 2014 à Rouen |
|  |                      | Sporting Paris       | 4                |     |                     |                     |  |  |                      |                      |  |  | samedi 3 mai 2014 | samedi 3 mai 2014 |  |  | samedi 17 mai 2014 à Rouen | samedi 17 mai 2014 à Rouen |
|  | Châtaigneraie Futsal | Sporting Paris       | 4                |     |                     |                     |  |  |                      |                      |  |  | samedi 3 mai 2014 | samedi 3 mai 2014 |  |  | samedi 17 mai 2014 à Rouen | samedi 17 mai 2014 à Rouen |
|  |                      |                      |                  |     |                     |                     |  |  |                      |                      |  |  | samedi 3 mai 2014 | samedi 3 mai 2014 |  |  | samedi 17 mai 2014 à Rouen | samedi 17 mai 2014 à Rouen |
|  | Sporting Paris       |                      |                  |     |                     |                     |  |  |                      |                      |  |  | samedi 3 mai 2014 | samedi 3 mai 2014 |  |  | samedi 17 mai 2014 à Rouen | samedi 17 mai 2014 à Rouen |
|  | Cannes Bocca         | 3                    |                  |     |                     |                     |  |  |                      |                      |  |  |                   |                   |  |  | samedi 17 mai 2014 à Rouen | samedi 17 mai 2014 à Rouen |
|  | Cannes Bocca         | 3                    |                  |     |                     |                     |  |  |                      |                      |  |  |                   |                   |  |  | samedi 17 mai 2014 à Rouen | samedi 17 mai 2014 à Rouen |
|  |                      | Mérignac Futsal      | 0                |     |                     |                     |  |  |                      |                      |  |  |                   |                   |  |  | samedi 17 mai 2014 à Rouen | samedi 17 mai 2014 à Rouen |
|  | Merdrignac CS        | Mérignac Futsal      | 0                | 3   |                     |                     |  |  |                      |                      |  |  |                   |                   |  |  | samedi 17 mai 2014 à Rouen | samedi 17 mai 2014 à Rouen |
|  | Merdrignac CS        |                      |                  | 3   |                     |                     |  |  |                      |                      |  |  |                   |                   |  |  | samedi 17 mai 2014 à Rouen | samedi 17 mai 2014 à Rouen |
|  | Le Mans SO Maine     | 5                    |                  |     |                     |                     |  |  |                      |                      |  |  |                   |                   |  |  | samedi 17 mai 2014 à Rouen | samedi 17 mai 2014 à Rouen |
|  | Le Mans SO Maine     | 5                    | Le Mans SO Maine |     |                     |                     |  |  |                      |                      |  |  |                   |                   |  |  | samedi 17 mai 2014 à Rouen | samedi 17 mai 2014 à Rouen |
|  |                      |                      |                  |     |                     |                     |  |  |                      |                      |  |  |                   |                   |  |  | samedi 17 mai 2014 à Rouen | samedi 17 mai 2014 à Rouen |
|  |                      | Nantes C'West        |                  |     |                     |                     |  |  |                      |                      |  |  |                   |                   |  |  | samedi 17 mai 2014 à Rouen | samedi 17 mai 2014 à Rouen |
|  | Nantes C'West        | 4                    |                  |     |                     |                     |  |  |                      |                      |  |  |                   |                   |  |  | samedi 17 mai 2014 à Rouen | samedi 17 mai 2014 à Rouen |
|  | Nantes C'West        | 4                    |                  |     |                     |                     |  |  |                      |                      |  |  |                   |                   |  |  | samedi 17 mai 2014 à Rouen | samedi 17 mai 2014 à Rouen |
|  | Paris Métropole      | 3                    |                  |     |                     |                     |  |  |                      |                      |  |  |                   |                   |  |  | samedi 17 mai 2014 à Rouen | samedi 17 mai 2014 à Rouen |
|  | Paris Métropole      | 3                    | Le Mans SO Maine |     |                     |                     |  |  |                      |                      |  |  |                   |                   |  |  | samedi 17 mai 2014 à Rouen | samedi 17 mai 2014 à Rouen |
|  |                      |                      |                  |     |                     |                     |  |  |                      |                      |  |  |                   |                   |  |  | samedi 17 mai 2014 à Rouen | samedi 17 mai 2014 à Rouen |
|  |                      | Mérignac Futsal      |                  |     |                     |                     |  |  |                      |                      |  |  |                   |                   |  |  | samedi 17 mai 2014 à Rouen | samedi 17 mai 2014 à Rouen |
|  | Red Star             | 1                    |                  |     |                     |                     |  |  |                      |                      |  |  |                   |                   |  |  | samedi 17 mai 2014 à Rouen | samedi 17 mai 2014 à Rouen |
|  | Red Star             | 1                    |                  |     |                     |                     |  |  |                      |                      |  |  |                   |                   |  |  | samedi 17 mai 2014 à Rouen | samedi 17 mai 2014 à Rouen |
|  | Roubaix Futsal       | 7                    |                  |     |                     |                     |  |  |                      |                      |  |  |                   |                   |  |  | samedi 17 mai 2014 à Rouen | samedi 17 mai 2014 à Rouen |
|  | Roubaix Futsal       | 7                    | Roubaix Futsal   |     |                     |                     |  |  |                      |                      |  |  |                   |                   |  |  | samedi 17 mai 2014 à Rouen | samedi 17 mai 2014 à Rouen |
|  |                      |                      |                  |     |                     |                     |  |  |                      |                      |  |  |                   |                   |  |  | samedi 17 mai 2014 à Rouen | samedi 17 mai 2014 à Rouen |
|  |                      | Mérignac Futsal      |                  |     |                     |                     |  |  |                      |                      |  |  |                   |                   |  |  | samedi 17 mai 2014 à Rouen | samedi 17 mai 2014 à Rouen |
|  | Nantes Bela Futsal   | 3 2                  |                  |     |                     |                     |  |  |                      |                      |  |  |                   |                   |  |  | samedi 17 mai 2014 à Rouen | samedi 17 mai 2014 à Rouen |
|  | Nantes Bela Futsal   | 3 2                  |                  |     |                     |                     |  |  |                      |                      |  |  |                   |                   |  |  | samedi 17 mai 2014 à Rouen | samedi 17 mai 2014 à Rouen |
|  | Mérignac Futsal      | 3tab4                |                  |     |                     |                     |  |  |                      |                      |  |  |                   |                   |  |  | samedi 17 mai 2014 à Rouen | samedi 17 mai 2014 à Rouen |
|  | Mérignac Futsal      | 3tab4                | Cannes Bocca     | 2   |                     |                     |  |  |                      |                      |  |  |                   |                   |  |  |                            |                            |
|  |                      |                      | Cannes Bocca     | 2   |                     |                     |  |  |                      |                      |  |  |                   |                   |  |  |                            |                            |
|  |                      | Kremlin-Bicêtre Utd  | 5                |     |                     |                     |  |  |                      |                      |  |  |                   |                   |  |  |                            |                            |
|  | Saran USM            | Kremlin-Bicêtre Utd  | 5                |     |                     |                     |  |  |                      |                      |  |  |                   |                   |  |  |                            |                            |
|  |                      |                      |                  |     |                     |                     |  |  |                      |                      |  |  |                   |                   |  |  |                            |                            |
|  | Aulnay Futsal        |                      |                  |     |                     |                     |  |  |                      |                      |  |  |                   |                   |  |  |                            |                            |
|  | Saran USM            | 3                    |                  |     |                     |                     |  |  |                      |                      |  |  |                   |                   |  |  |                            |                            |
|  | Saran USM            | 3                    |                  |     |                     |                     |  |  |                      |                      |  |  |                   |                   |  |  |                            |                            |
|  |                      | Pfastatt Futsal      | 7                |     |                     |                     |  |  |                      |                      |  |  |                   |                   |  |  |                            |                            |
|  | Garges Métropole     | Pfastatt Futsal      | 7                | 3   |                     |                     |  |  |                      |                      |  |  |                   |                   |  |  |                            |                            |
|  | Garges Métropole     |                      |                  | 3   |                     |                     |  |  |                      |                      |  |  |                   |                   |  |  |                            |                            |
|  | Pfastatt Futsal      | 7                    |                  |     |                     |                     |  |  |                      |                      |  |  |                   |                   |  |  |                            |                            |
|  | Pfastatt Futsal      | 7                    | Pfastatt Futsal  |     |                     |                     |  |  |                      |                      |  |  |                   |                   |  |  |                            |                            |
|  |                      |                      |                  |     |                     |                     |  |  |                      |                      |  |  |                   |                   |  |  |                            |                            |
|  |                      | Toulon TE            |                  |     |                     |                     |  |  |                      |                      |  |  |                   |                   |  |  |                            |                            |
|  | Lyon Moulin à Vent   |                      |                  |     |                     |                     |  |  |                      |                      |  |  |                   |                   |  |  |                            |                            |
|  |                      |                      |                  |     |                     |                     |  |  |                      |                      |  |  |                   |                   |  |  |                            |                            |
|  | Toulon TE            |                      |                  |     |                     |                     |  |  |                      |                      |  |  |                   |                   |  |  |                            |                            |
|  | Toulon TE            | 8                    |                  |     |                     |                     |  |  |                      |                      |  |  |                   |                   |  |  |                            |                            |
|  | Toulon TE            | 8                    |                  |     |                     |                     |  |  |                      |                      |  |  |                   |                   |  |  |                            |                            |
|  |                      | ASL Clénay           | 4                |     |                     |                     |  |  |                      |                      |  |  |                   |                   |  |  |                            |                            |
|  | Hombourg HS          | ASL Clénay           | 4                | 3   |                     |                     |  |  |                      |                      |  |  |                   |                   |  |  |                            |                            |
|  | Hombourg HS          |                      |                  | 3   |                     |                     |  |  |                      |                      |  |  |                   |                   |  |  |                            |                            |
|  | ASL Clénay           | 8                    |                  |     |                     |                     |  |  |                      |                      |  |  |                   |                   |  |  |                            |                            |
|  | ASL Clénay           | 8                    | Toulon TE        | 5   |                     |                     |  |  |                      |                      |  |  |                   |                   |  |  |                            |                            |
|  |                      |                      | Toulon TE        | 5   |                     |                     |  |  |                      |                      |  |  |                   |                   |  |  |                            |                            |
|  |                      | Kremlin-Bicêtre Utd  | 6                |     |                     |                     |  |  |                      |                      |  |  |                   |                   |  |  |                            |                            |
|  | Grand Avignon        | Kremlin-Bicêtre Utd  | 6                |     |                     |                     |  |  |                      |                      |  |  |                   |                   |  |  |                            |                            |
|  |                      |                      |                  |     |                     |                     |  |  |                      |                      |  |  |                   |                   |  |  |                            |                            |
|  | Bruguières SC        |                      |                  |     |                     |                     |  |  |                      |                      |  |  |                   |                   |  |  |                            |                            |
|  | Bruguières SC        | 3                    |                  |     |                     |                     |  |  |                      |                      |  |  |                   |                   |  |  |                            |                            |
|  | Bruguières SC        | 3                    |                  |     |                     |                     |  |  |                      |                      |  |  |                   |                   |  |  |                            |                            |
|  |                      | Garges Djibson ASC   | 6 ap             |     |                     |                     |  |  |                      |                      |  |  |                   |                   |  |  |                            |                            |
|  | Garges Djibson ASC   | Garges Djibson ASC   | 6 ap             |     |                     |                     |  |  |                      |                      |  |  |                   |                   |  |  |                            |                            |
|  |                      |                      |                  |     |                     |                     |  |  |                      |                      |  |  |                   |                   |  |  |                            |                            |
|  | Douai Gayant         |                      |                  |     |                     |                     |  |  |                      |                      |  |  |                   |                   |  |  |                            |                            |
|  | Garges Djibson ASC   |                      |                  |     |                     |                     |  |  |                      |                      |  |  |                   |                   |  |  |                            |                            |
|  |                      |                      |                  |     |                     |                     |  |  |                      |                      |  |  |                   |                   |  |  |                            |                            |
|  |                      | Kremlin-Bicêtre Utd  |                  |     |                     |                     |  |  |                      |                      |  |  |                   |                   |  |  |                            |                            |
|  | Lyon Footzik         |                      |                  |     |                     |                     |  |  |                      |                      |  |  |                   |                   |  |  |                            |                            |
|  |                      |                      |                  |     |                     |                     |  |  |                      |                      |  |  |                   |                   |  |  |                            |                            |
|  | Kremlin-Bicêtre Utd  |                      |                  |     |                     |                     |  |  |                      |                      |  |  |                   |                   |  |  |                            |                            |
|  | Kremlin-Bicêtre Utd  | 9                    |                  |     |                     |                     |  |  |                      |                      |  |  |                   |                   |  |  |                            |                            |
|  | Kremlin-Bicêtre Utd  | 9                    |                  |     |                     |                     |  |  |                      |                      |  |  |                   |                   |  |  |                            |                            |
|  |                      | Strasbourg Sporting  | 3                |     |                     |                     |  |  |                      |                      |  |  |                   |                   |  |  |                            |                            |
|  | Mulhouse BF          | Strasbourg Sporting  | 3                | 9 1 |                     |                     |  |  |                      |                      |  |  |                   |                   |  |  |                            |                            |
|  | Mulhouse BF          |                      |                  | 9 1 |                     |                     |  |  |                      |                      |  |  |                   |                   |  |  |                            |                            |
|  | Strasbourg Sporting  | 9tab3                |                  |     |                     |                     |  |  |                      |                      |  |  |                   |                   |  |  |                            |                            |
|  | Strasbourg Sporting  | 9tab3                |                  |     |                     |                     |  |  |                      |                      |  |  |                   |                   |  |  |                            |                            |

#### Seizièmes de finale
Les matchs ont lieu le 1er mars 2014.
| Domicile                 | Score             | Extérieur                 |
| ------------------------ | ----------------- | ------------------------- |
| Garges Métropole (R)     | -                 | Pfastatt Futsal (D2)      |
| Lyon Footzik (D1)        | -                 | Kremlin-Bicêtre Utd (D1)  |
| Mulhouse BF (R)          | 9 - 9 (tab 1 - 3) | Strasbourg Sporting (D2)  |
| Hombourg HS (d)          | 3 - 8             | ASL Clénay (D1)           |
| Grand Avignon Futsal (R) | -                 | Bruguières SC (D1)        |
| Lyon Moulin à Vent (D2)  | 3 - 7             | Toulon Tous Ensemble (D1) |
| Vénissieux ASC (R)       | 2 - 3             | Cannes Bocca (D1)         |
| Vaulx-en-Velin (R)       | -                 | Toulouse UJS 31 (D2)      |
| Nantes Bela Futsal (D2)  | 3 - 3 (tab 2 - 4) | Mérignac Futsal (D2)      |
| Nantes C West (R)        | 4 - 3             | Paris Métropole (D1)      |
| Châtaigneraie Futsal (R) | -                 | Sporting Paris (D1)       |
| Merdrignac CS (d)        | 3 - 5             | Le Mans SO Maine (R)      |
| Red Star (R)             | 1 - 7             | Roubaix Futsal (D2)       |
| Saran USM (d)            | -                 | Aulnay Futsal (R)         |
| Garches Caméléon (R)     | 2 - 10            | Béthune Futsal (D1)       |
| Garges Djibson ASC (D1)  | -                 | Douai Gayant (D2)         |

#### Huitièmes de finale
Les matchs ont lieu le samedi 22 mars,.
Les huitièmes de finale sont marqués par l'élimination du Sporting Club de Paris, invaincu dans la compétition depuis 2010. La formation parisienne s'incline 5-4 sur le parquet du Béthune Futsal,.
| Domicile                  | Score    | Extérieur                |
| Groupe A                  | Groupe A | Groupe A                 |
| ------------------------- | -------- | ------------------------ |
| Bruguières SC (D1)        | 3 - 6 ap | Garges Djibson ASC (D1)  |
| Le Mans SO Maine (R)      | -        | Nantes C'West (R)        |
| Béthune Futsal (D1)       | 5 - 4    | Sporting Paris (D1)      |
| Roubaix Futsal (D2)       | -        | Mérignac Futsal (D2)     |
| Groupe B                  |          |                          |
| Kremlin-Bicêtre Utd (D1)  | 9 - 3    | Strasbourg Sporting (D2) |
| Cannes Bocca (D1)         | -        | Toulouse UJS 31 (D2)     |
| Toulon Tous Ensemble (D1) | 8 - 4    | ASL Clénay (D1)          |
| Saran USM (d)             | 3 - 7    | Pfastatt Futsal (D2)     |

#### Quarts de finale
Les matchs ont lieu le samedi 12 avril.
| Domicile                | Score | Extérieur                 |
| ----------------------- | ----- | ------------------------- |
| Cannes Bocca (D1)       | -     | Béthune Futsal (D1)       |
| Le Mans SO Maine (R)    | -     | Mérignac Futsal (D2)      |
| Pfastatt Futsal (D2)    | 6 - 7 | Toulon Tous Ensemble (D1) |
| Garges Djibson ASC (D1) | -     | Kremlin-Bicêtre Utd (D1)  |

#### Demi-finales
Les deux demi-finales se déroulent le samedi 3 mai 2014.
Le Kremlin-Bicêtre Utd valide son billet pour le dernier acte en s'imposant d'une courte tête face à Toulon Tous Ensemble (6-5). Il retrouve en finale Cannes Bocca Futsal, qui domine Mérignac Futsal 3-0.
| Domicile                  | Score | Extérieur                |
| ------------------------- | ----- | ------------------------ |
| Cannes Bocca (D1)         | 3 - 0 | Mérignac Futsal (D2)     |
| Toulon Tous Ensemble (D1) | 5 - 6 | Kremlin-Bicêtre Utd (D1) |

#### Finale
| Titulaires :  |                   |
|               |                   |
|               | Yassine Mohammed  |
|               | Azdine Aigoun     |
|               | David Rondon      |
|               | Sid Belhaj        |
|               | Chimel Vita       |
|               |                   |
| Remplaçants : |                   |
|               | Mickaël Tache     |
|               | Brian François    |
|               | Alexandre Pezeron |
|               | Kamel Hamdoud     |
|               | Javier Montes     |
|               | Adlen Fraihi      |
|               |                   |
| Entraîneur :  |                   |
| Hugo Sintra   |                   |

| Titulaires :  |                       |
|               |                       |
|               | Ruben Frois           |
|               | David Busquets        |
|               | Valter Canhoto        |
|               | Josep Maccaro         |
|               | William Da Silva      |
|               |                       |
| Remplaçants : |                       |
|               | Pelayo Gomez          |
|               | Nabile El Asri        |
|               | Anderson Goncalves    |
|               | Nordine Gourra        |
|               | Dylan Correia Tavares |
|               |                       |
| Entraîneur :  |                       |
| Manuel Moya   |                       |

| Titulaires :  |                   |
|               |                   |
|               | Yassine Mohammed  |
|               | Azdine Aigoun     |
|               | David Rondon      |
|               | Sid Belhaj        |
|               | Chimel Vita       |
|               |                   |
| Remplaçants : |                   |
|               | Mickaël Tache     |
|               | Brian François    |
|               | Alexandre Pezeron |
|               | Kamel Hamdoud     |
|               | Javier Montes     |
|               | Adlen Fraihi      |
|               |                   |
| Entraîneur :  |                   |
| Hugo Sintra   |                   |

| Titulaires :  |                       |
|               |                       |
|               | Ruben Frois           |
|               | David Busquets        |
|               | Valter Canhoto        |
|               | Josep Maccaro         |
|               | William Da Silva      |
|               |                       |
| Remplaçants : |                       |
|               | Pelayo Gomez          |
|               | Nabile El Asri        |
|               | Anderson Goncalves    |
|               | Nordine Gourra        |
|               | Dylan Correia Tavares |
|               |                       |
| Entraîneur :  |                       |
| Manuel Moya   |                       |

## Synthèse

### Nombre d'équipes par division et par tour
| Divisions \ Manches | 16es de finale | 8es de finale | Quarts de finale | Demi-finales  | Finale        | Vainqueur     |
| ------------------- | -------------- | ------------- | ---------------- | ------------- | ------------- | ------------- |
| Division 1 (D1)     | 10             | 8             | 5                | 3             | 2             | 1             |
| Division 2 (D2)     | 8              | 5             | 2                | 1             | aucune équipe | aucune équipe |
| Régional (R)        | 11             | 2             | 1                | aucune équipe | aucune équipe | aucune équipe |
| Départemental (d)   | 3              | 1             | aucune équipe    | aucune équipe | aucune équipe | aucune équipe |
| Total               | 32             | 16            | 8                | 4             | 2             | 1             |

### Parcours des clubs de D1 et D2
Les onze clubs de Division 1 entrent dans la compétition en 32es de finale. Les vingt équipes de D2 le font au tour précédent, les finales régionales.
| Clubs                  | Tour atteint   |
| ---------------------- | -------------- |
| Mérignac Futsal        | Demi-finales   |
| UJS Toulouse 31        | 8es de finale  |
| Lyon Moulin à Vent     | 16es de finale |
| Bastia Agglo Futsal    |                |
| FC Picasso Échirolles  |                |
| Montpellier Petit-Bard |                |
| Beaucaire Futsal       |                |
| Bastia Centre Foot     |                |
| Toulouse Futsal Club   |                |

| Clubs                         | Tour atteint     |
| ----------------------------- | ---------------- |
| MJC Pfastatt                  | Quarts-de-finale |
| Sporting Strasbourg           | 8es de finale    |
| Roubaix Futsal                | 8es de finale    |
| Douai Gayant Futsal           | 16es de finale   |
| Nantes Bela Futsal            | 16es de finale   |
| AJM Faches-Thumesnil          |                  |
| Longwy Boys Futsal            |                  |
| Vision Nova Arcueil           |                  |
| Étoile lavalloise Futsal Club |                  |
| Caen Guérinière Futsal        |                  |

| Clubs                    | Tour atteint     |
| ------------------------ | ---------------- |
| Kremlin-Bicêtre United   | Vainqueur        |
| Cannes Bocca Futsal      | Finale           |
| Toulon Tous Ensemble     | Demi-finales     |
| Garges Djibson ASC       | Quarts-de-finale |
| Béthune Futsal Club      | Quarts-de-finale |
| Sporting Club de Paris T | 8es de finale    |
| Bruguières SC            | 8es de finale    |
| ASL Clénay               | 8es de finale    |
| Lyon Footzik             | 16es de finale   |
| Paris Métropole Futsal   | 16es de finale   |
| FC Erdre-Atlantique      | 32es de finale   |
| AS Bagneux Futsal        | 32es de finale   |
| Roubaix AFS              | 32es de finale   |

### Clubs nationaux éliminés par des clubs de niveau inférieurs
| Club national            | Adversaire        | Tour           |
| ------------------------ | ----------------- | -------------- |
| FC Erdre-Atlantique (D1) | Chataigneraie (R) | 32es de finale |
| Paris Métropole (D1)     | Nantes C West (R) | 16es de finale |